# Степан Красна Башта
Степан Красна Башта (Степан Гаврилович (?) Бозкан; * ? — † після 1667) — український військовик доби Гетьманщини. Чернігівський полковник (1663-1665).

## Життєпис
Походження не з'ясоване. Бозкан — прізвище при народженні, Красна Башта — прізвисько (сам говорив про себе «Я, Стефан Бозкан, прозвиском Красний башта»).
Вперше згаданий у дарчій козака села Пісок Друго-Лубенської сотні Лубенського полку Федора Толоченка для Мгарського монастиря, складеній 8 квітня 1660. Засвідчив акт дарування, підписався під документом четвертим після полковника Степана Шамлицького, лубенського полкового писаря Гната Вербицького та сотника Андрія Пирського. Отож, найімовірніше, на той час був лубенським городовим отаманом. 10 липня того ж року продав ігумену монастиря Вікторові Загоровському власний хутір під Лубнами за 80 злотих. У купчій називає себе «козак и обиватель лубенский». Судячи з документа, був заможним козаком, що крім землі мав «пастовник окопаний, луг, сіножать, ставок з греблею». Був одружений і мав дітей.
У квітні 1662 вже був кодацьким полковником Війська Запорозького Низового. Увійшов до близького оточення кошового отамана Івана Брюховецького. У лютому 1663 за наказом Брюховецького обороняв Білики від правобережних полків, які очолював наказний гетьман Петро Дорошенко.
У червні 1663 взяв участь у чорній раді в Ніжині, яка обрала Брюховецького гетьманом. 6 жовтня долучився до взяття Кременчука, який утримували сили правобережного гетьмана Павла Тетері. У грудні вже як наказний полтавський полковник успішно обороняв Кишеньки від загонів наказного гетьмана Тетері Михайла Ханенка. За такі ратні заслуги наприкінці 1663 призначений чернігівським полковником. Змінив на уряді Тихона Гавриловича (за однією з версій, свого рідного брата).
У січні 1664 протистояв військові короля Яна ІІ Казимира, що наступало на Москву через Сіверщину. Учасник подій з польського боку, автор анонімної віршованої хроніки назвав Красну Башту другим за значенням воєначальником «задніпровських козаків» після гетьмана Брюховецького. 19 березня з табору у Яриловичах видав універсал, яким звільнив чернігівських музик від сплати поборів до міського скарбу. У 1732 гетьман Данило Апостол підтвердив чернігівському цеху музик ці привілеї.
Влітку 1664 мав конфлікт з московським воєводою Чернігова Ігнатом Волконським. Останній скаржився царю, що полковник «погано ставиться до московських людей». Олексій Михайлович наказував воєводі жити з Красною Баштою «в совете... чтобы розни и безсоветья не было». Не пізніше березня 1665 Красна Башта втратив полковницький уряд на користь Дем'яна Ігнатовича.
У квітні 1665 повернувся на Запоріжжя, де знову очолив полк. Вів бої з кримськими татарами під Торговицею. У травні 1665 підтримав претендента на булаву Правобережного Гетьманату, медведівського сотника Степана Опару. Їздив до Канева (на той час місто підконтрольне лівобережному реґіменту), схиляючи місцевих полчан на бік Опари. Був заарештований і за наказом Брюховецького ув'язнений у Ніжині. Крім Красної Башти, прибічником Опари на Лівобережжі був генеральний суддя Юрій Незамай. Подальша доля невідома. У березні 1667 згаданий у рішенні лубенського уряду у справі розмежування міських і монастирських маєтностей. На той час, найімовірніше, був живий.